# زابیهلیتسه
زابیهلیتسه (به لاتین: Záběhlice) یک منطقهٔ مسکونی در جمهوری چک است که در پراگه ۴ واقع شده‌است. زابیهلیتسه ۵٫۶۸ کیلومتر مربع مساحت و ۳۲٬۰۳۴ نفر جمعیت دارد.